# Wonho
Wonho, pseudonimo di Lee Ho-seok (이호석?; Corea del Sud, 1º marzo 1993), è un cantante sudcoreano. Attivo inizialmente come componente dei Monsta X, a partire dal 2020 porta avanti la sua carriera da solista, durante la quale ha ottenuto tre piazzamenti nel podio della classifica album sudcoreana e vinto premi nel corso di manifestazioni come gli Asia Artist Award e gli Hanteo Music Awards.

## Carriera

### Primi anni e debutto
Fu scritturato dalla Starship Entertainment nel 2014 come uno dei componenti della band vocale Nu Boyz, insieme ai compagni di etichetta #Gun, Shownu e Joohoney. Il quartetto pubblicò molteplici tracks su YouTube, inclusa la performance al concerto per Space X del 5 dicembre 2014.
A fine dicembre, Starship Entertainment and Mnet lanciarono il programma No.Mercy. Nell'episodio finale, Wonho fu selezionato, insieme ad altri sei partecipanti, inclusi i membri dei Nu Boyz Shownu and Joohoney, come membri del nuovo gruppo nascente, i Monsta X.

### 2015-2019: i Monsta X
Wonho fa il suo debutto come vocalist con i Monsta X nel 2015, con la pubblicazione del loro primo EP Trespass, e partecipando dal 2017 anche nella scrittura e arrangiamento delle canzoni del gruppo.
Dal 2018 ha iniziato ad apparire in vari servizi fotografici per riviste e a collaborare con diversi brand e campagne di promozione di molte riviste di moda, tra cui Nylon a gennaio 2018 e GQ in agosto, insieme al compagno dei Monsta X Shownu; a giugno dello stesso anno su Ceci Korea e MAPS insieme a Minhyuk a dicembre. A marzo 2019 compare con Hyungwon su Grazia. Ha anche partecipato al progetto di collaborazione tra Elle e Tom Ford, insieme a Shownu, per la promozione dell'ultimo profumo di Tom Ford ad agosto 2019.
Wonho è riconosciuto come celebrità focalizzata sul fitness e l'attività fisica; in molte interviste legate a vari servizi fotografici, ha parlato dell'importanza di abitudini salutari e dell'esercizio fisico. Nel mese di ottobre 2018 ha collaborato con Under Armor, come parte della collaborazione con Dazed, per promuovere uno stile di vita attivo e salutare; concetti ripetuti anche a maggio 2019 in occasione del servizio fotografico per Elle "Body Challenge".
Il 31 ottobre 2018, la Starship Entertainment annunciò l'uscita di Wonho dai Monsta X in seguito alle accuse di non aver ripagato un debito nei confronti di un suo amico, dopo che sui social media erano emerse voci sull'uso illegale di marijuana in giovane età.

### 2019-presente: la carriera da solista
Una volta conclusa la vicenda legale legata all'utilizzo di droghe, la Starship Entarteinment affida il lancio della carriera da solista di Wonho alla sua sussidiaria Highline Entertainment. Nell'agosto successivo, anticipato dal singolo Losing You, Wonho pubblica il suo primo EP da solista Love Synonym Pt.1: Right for Me, che raggiunge la vetta della classifica album sudcoreana. L'artista tiene successivamente il suo primo concerto da solista: a causa delle restrizioni relative alla pandemia di COVID-19, lo spettacolo si tiene virtualmente sulla piattaforma LiveXLive.
Nel 2021 pubblica gli EP Love Synonym Pt.2: Right for Us e Blue Letter, con i quali raggiunge rispettivamente le posizioni 2 e 5 nella classifica album sudcoreana. Nel marzo 2021 tiene un secondo concerto per LiveXLive. A partire dal luglio 2021, Wonho è legato anche all'etichetta statunitense Interwine, sussidiaria di BMG. Nel dicembre 2021 ottiene i suoi primi due premi da solista: un Asia Artist Award nella categoria "Best Musician" e un Hanteo Music Award nella categoria "Artist Award - Male Solo". Nel febbraio 2022 l'artista pubblica il suo primo single album Obsession, che raggiunge la posizione 3 nella classifica album sudcoreana.
Nel Giugno dello stesso anno pubblica il suo terzo mini album Facade, trainato dal singolo Crazy. Viene successivamente annunciato il suo debutto teatrale nello spettacolo Equal, in cui interpreterà il ruolo del medico Theo. Segue poi il suo primo tour in Europa nelle città di Monaco, Oberhausen, Madrid e Londra. Nell'ottobre successivo pubblica il single album Bittersweet con le tracce Don’t Regret e On&On, con il quale annuncia il suo arruolamento nel servizio militare sudcoreano a partire dal 5 Dicembre 2022. L’artista tornerà musicalmente attivo a partire dal 4 Settembre 2024.

## Vita privata
Wonho è stato arruolato per il servizio militare obbligatorio il 5 dicembre 2022, per essere ufficialmente dimesso il 4 settembre 2024.

## Discografia

### Da solista

#### Single Album

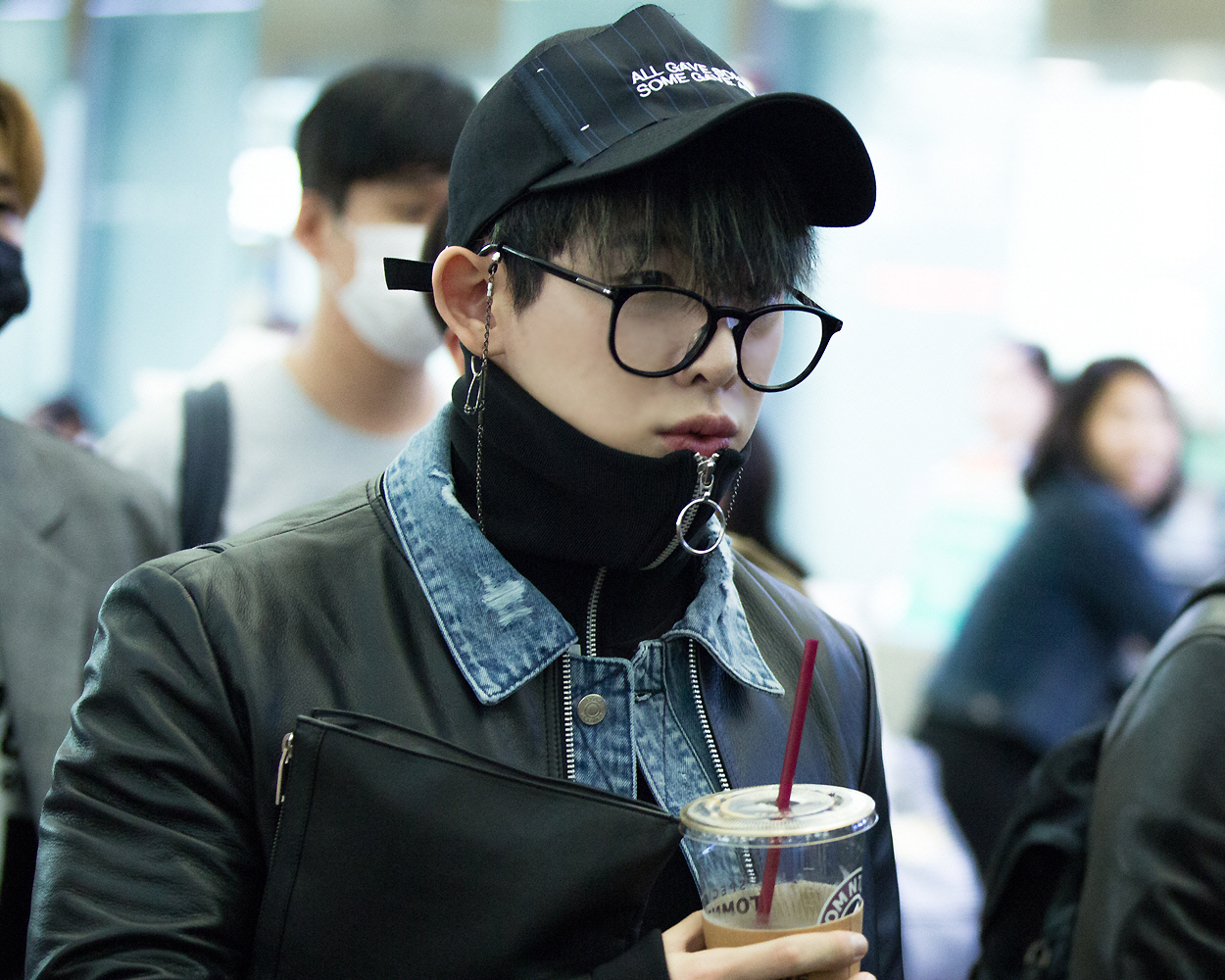
Wonho nel 2017

- 2022 - Obsession
- 2022 - Bittersweet

#### EP
- 2020 - Love Synonym Pt.1: Right for Me
- 2021 - Love Synonym Pt.2: Right for Us
- 2021 - Blue Letter
- 2022 - Facade

#### Singoli

##### In lingua coreana
- 2020 - Losing You
- 2020 - Open Mind
- 2021 - Lose
- 2021 - Blue
- 2022 - Eye On You
- 2022 - Crazy
- 2022 - Don't Regret
- 2025 - Better Than Me

##### In lingua giapponese
- 2021 - Lose
- 2021 - On the Way~ Embrace
- 2021 - White Miracle

##### In lingua inglese
- 2024 - What Would You Do

## Tour e concerti

### Tour europei
- 2022 – Facade European Tour[34]

### Altri tour
- 2024 – Welcome Back, Wenee[35]

### Concerti offline
- 2021 – We Are Young[36]
- 2022 – Everyday Christmas[37]

### Concerti virtuali
- 2020 – IWonhoYou[38]
- 2021 – WeNeedLove

## Filmografia

### Televisione
- No.Mercy – partecipante (2014-2015)
- Idol Challenge: Another Class – (2022)

## Teatrografia
- Equal, libretto di Soovin Kim, musica di Woody Pak. Seul e Tokyo (2022).[39]